# Arkadiusz Skrzypaszek
Arkadiusz Skrzypaszekⓘ (ur. 20 kwietnia 1968 w Oświęcimiu) – polski pięcioboista nowoczesny, dwukrotny złoty medalista olimpijski i indywidualny mistrz świata. Absolwent Akademii Wychowania Fizycznego w Katowicach w 1995. Zawodnik Lumelu Drzonków Zielona Góra w latach 1985–1994.
Lata młodości spędził w Brzeszczach. W 1987, po dwóch latach treningu, został wicemistrzem świata juniorów. W swoich pierwszych igrzyskach olimpijskich w Seulu w 1988, na które pojechał jeszcze jako junior, zajął odległe 23. miejsce indywidualnie i 10. drużynowo. W 1988 w Torres Vedras został brązowym medalistą mistrzostw świata juniorów, a w 1990 w Lahti już z drużyną seniorską wywalczył brązowy medal mistrzostw świata.
W 1991 sięgnął po indywidualny złoty medal na mistrzostwach świata w San Antonio oraz srebrny z drużyną. Na igrzyskach olimpijskich w Barcelonie 29 lipca 1992 zdobył dwa złote medale olimpijskie – indywidualnie i drużynowo (wraz z Maciejem Czyżowiczem i Dariuszem Goździakiem).
Arkadiusz Skrzypaszek tak wspominał swój występ w Barcelonie:
- Szermierka: najmocniejsza moja konkurencja. Przegrałem tylko z Węgrem László Fábiánem, zdobyłem 1000 punktów i we dwóch zdecydowanie górowaliśmy nad resztą. Punkt wyjściowy był znakomity i wiedziałem, że nie można tego odpuścić. Turniej trwał od 9:00 do 22:00, a więc trzynaście godzin non stop. Coś strasznego.
- Pływanie: Spałem zaledwie trzy godziny. Kiedy wstałem rano, ból mięśni był nieprawdopodobny. Popłynąłem o wiele wolniej, niż było mnie stać. Wynik 3:25 minut na 300 metrów nie był żadną rewelacją. Przygotowany byłem na 3:20. Tak więc dużo straciłem, ale do rywali te pięć sekund to było mniej więcej 35–40 punktów czyli w sumie niewiele. Nadal byłem drugi za Fábiánem.
- Strzelanie: jeszcze tego samego dnia, pięć godzin później. Wiedziałem, że trzecia konkurencja może okazać się decydująca. Zmęczenie już było znaczne, a należało utrzymać pistolet w ręku i dobrze strzelić. Do dzisiaj nie wiem, jak mi się udało uzyskać tak dobry wynik, ciężki do powtórzenia na treningach – 191 punktów: dziewięć „dziesiątek” na 20 strzałów! Ale mimo wszystko strzelnicę opuszczałem (godzina 19:00) blady z... wrażenia. Oto mój wielki rywal Eduard Zienowka, który strzelał na moim poziomie, nagle wypadł rewelacyjnie uzyskując aż 198 punktów! Pamiętam, że tego dnia poszedłem bardzo wcześnie spać. Po strzelaniu objąłem prowadzenie.
- Bieg przełajowy: kolejny dzień. Dystans 4 kilometry. Czułem się już zdecydowanie lepiej. Za sobą miałem dwie konkurencje, których bałem się najbardziej – szermierkę i strzelanie. Kiedy zobaczyłem trasę na której przyszło nam rywalizować oniemiałem. To była najtrudniejsza trasa w historii pięcioboju. Dopuszczalna różnica wzniesień wynosi 100 metrów. Hiszpanie ustawili wszystko „pod siebie”, mając trzech znakomitych crossowców zafundowali nam różnicę wzniesień 98 metrów! Pod górkę, z górki, zakręt za zakrętem. Bieg odbywał się w samo południe, w największy żar. Biegaliśmy w odwrotnej kolejności od zajmowanych miejsc. Więc ja jako ostatni. Po 2 kilometrach pomyślałem: „nie dam rady, schodzę”, ale po chwili zreflektowałem się: „zaraz, zaraz, a co mają powiedzieć inni?”. 13:24 minut – to czas na jaki mnie było stać. Zienowka wyprzedził mnie po czterech konkurencjach. Wiedzieliśmy jednak, że Rosjanin najsłabiej ze wszystkich pięcioboistów jeździ konno. Trzeba było liczyć na dobre losowanie koni i błędy Zienowki.
- Jazda konna: podchodzimy do losowania, ja jako drugi. Ale najpierw Rosjanin z Moskwy. Trafia mu się najlepszy koń z całej stawki! Zarówno mnie jak i Węgrowi Attili Mizsérowi robi się gorąco. Za chwilę i ja losuję dobrego konia. Madziar też się cieszy. A więc wszyscy dostajemy trzy równe konie, wszyscy mają jednakowe szanse. Liczyć się będą tylko nasze umiejętności. Węgier nie wytrzymuje psychicznie, koń dwa razy staje, do tego dwa wyłamania plus przekroczony limit czasu. Moja przewaga się powiększa. Wyjechałem na parkur (na Coruniesie) – bardzo usztywniony, już na drugiej przeszkodzie popełniając poważny błąd. Zrzutka. Podobnie na piątej. Jednak potem tak fenomenalnie poczuliśmy z koniem rytm, że już do końca jechaliśmy „na czysto”. Bardzo dobry wynik – 1040 punktów. Zjeżdżając z toru, spoglądam na Zienowkę. Jest blady, wręcz przerażony. Wszyscy patrzą na niego. Znajduje się pod straszliwą presją. Obliczyliśmy, że jeśli mam wyprzedzić Rosjanina, musi on „zaliczyć” sześć zrzutek. By przegrać drużynowo, rywali musiałby spotkać kataklizm. Rusza Zienowka. Do siódmej przeszkody ma pięć zrzutek! Jeszcze jedna i jestem mistrzem olimpijskim. Na ostatniej przeszkodzie nie utrzymuje konia i razem się przewracają. Rozpoczyna się dramat Rosjanina i całej ekipy Wspólnoty Niepodległych Państw. Jeździec musi znaleźć toczek – bez niego nie wolno ruszyć na parkur, musi przytrzymać konia, wsiąść i pogalopować dalej. Teraz już wiem: jestem podwójnym mistrzem olimpijskim – indywidualnym i drużynowym. Rok wcześniej na mistrzostwach świata to my prowadziliśmy przed jazdą konną. Darek Goździak zrobił jednak poważny błąd, upadł z koniem i przegraliśmy z Rosjanami złoty medal. Teraz rewanż się udał.

W 1991 wywalczył także brązowy medal mistrzostw Polski w szermierce – w szpadzie drużynowo.
Po zakończeniu kariery sportowej zajął się biznesem. Odznaczony Krzyżem Kawalerskim Orderu Odrodzenia Polski. Rozwiedziony z Barbarą Kotowską, z którą ma córkę Izabelę (1991).